# Перша леді Північної Кореї
Перша леді Корейської Народно-Демократичної Республіки (кор.: хангиль: 조선민주주의인민공화국 영부인, ханча: 朝鮮民主主義人民共和國 令夫人), більш відома як перша леді Північної Кореї, це титул, який присвоюють дружині верховного керівника Північної Кореї. Однак лише дві дружини верховного лідера отримали цей титул: інавгураційна володарка Кім Сон Ге, друга дружина Кім Ір Сена та чинна президент Лі Соль Чжу, дружина Кім Чен Ина.

## Історія
Під час правління президента Кім Ір Сена його дружина Кім Сон Ае взяла на себе обов'язки першої леді в 1963 році, через 11 років після одруження. Посада залишилася вакантною під керівництвом Генерального секретаря Кім Чен Іра, який двічі одружувався і мав три офіційні сім'ї в різний час.
Посада була відновлена за Кім Чен Ина в квітні 2018 року, коли Лі Соль Чжу, з якою він одружився в 2009 році, була підвищена до «шановної першої леді». Цей термін не використовувався з 1974 року. Державні ЗМІ раніше називали Лі «товаришем»; це підвищення відбулося напередодні міжкорейського саміту в квітні 2018 року, де були присутні Лі та перша леді Південної Кореї Кім Чон Сук.

## Список перших леді Корейської Народно-Демократичної Республіки
Нижче наведено список перших леді Північної Кореї.
| № | Портрет                           | Перша леді (Дошлюбне прізвище)             | Період                           | Вік початку роботи | Верховний лідер (Чоловік, якщо не зазначено інше) |
| - | --------------------------------- | ------------------------------------------ | -------------------------------- | ------------------ | ------------------------------------------------- |
| 1 | Portrait painting of Kim Jong-suk | Кім Чен Сук 1917–1949 (31 рік)             | 9 вересня 1948 – 22 вересня 1949 | 30 років, 260 днів | Кім Ір Сен 1941 - 1952                            |
| 1 |                                   | Кім Сон Ае 1924–2014 (89 років)            | 17 грудня 1963 — 15 серпня 1974  | 38 років, 353 дні  | Кім Ір Сен 1941 - 1952                            |
| 2 |                                   | Вакантна посада                            | 15 серпня 1974 – 15 квітня 2018  | Н/Д                | Кім Чен Ір 1966-1974                              |
| 3 | Portrait painting of Ri Sol-ju    | Лі Соль Чжу Born 26 жовтня 1989 (35 років) | 15 квітня 2018 – дотепер         | 28 років, 158 днів | Кім Чен Ин з 2009 року                            |